# 3e cérémonie des Saturn Awards
La 3e cérémonie des Saturn Awards, récompensant les films, séries télévisées et téléfilms sortis en 1974/1975 et les professionnels s'étant distingués ces années-là, s'est tenue le 31 janvier 1976.

## Palmarès
Les lauréats sont indiqués ci-dessous en premier de chaque catégorie et en gras.

### Meilleur film de science-fiction
- Rollerball
  - Apocalypse 2024 (A Boy and His Dog)
  - Les Femmes de Stepford (The Stepford Wives)

### Meilleur film fantastique
- Doc Savage arrive (Doc Savage: The Man of Bronze)

### Meilleur film d'horreur
- Frankenstein Junior (Young Frankenstein)
  - Black Christmas
  - Les Insectes de feu (Bug)
  - Phantom of the Paradise
  - The Rocky Horror Picture Show
  - Vampira (Old Drac)

### Meilleur acteur
- James Caan - Rollerball (partagé)
- Don Johnson - Apocalypse 2024 (partagé)

### Meilleure actrice
- Katharine Ross - Les Femmes de Stepford

### Meilleur acteur dans un second rôle
- Marty Feldman - Frankenstein Junior

### Meilleure actrice dans un second rôle
- Ida Lupino - La Pluie du diable

#### Meilleure réalisation
- Mel Brooks - Frankenstein Junior

#### Meilleure photographie
- Douglas Slocombe - Rollerball

### Meilleur scénario
- Ib Melchior - pour sa carrière
- Harlan Ellison - pour sa carrière

### Meilleure musique
- Miklós Rózsa - pour sa carrière

### Meilleurs effets spéciaux
- Douglas Knapp, Bill Taylor, John Carpenter, Dan O'Bannon - Dark Star

### Meilleur maquillage
- William Tuttle - Frankenstein Junior

### Meilleurs décors
Robert De Vestel, Dale Hennesy - Frankenstein Junior

### Meilleur film d'animation image par image
- Jim Danforth - Le Voyage fantastique de Sinbad

### Meilleure bande-annonce
- Clark Ramsey - Les Dents de la mer

### Prix spéciaux

#### Film remarquable de 1975
- Les Dents de la mer

#### Life Career Award
- Fritz Lang